# Apis andreniformis
Espèce
Répartition géographique
Apis andreniformis est une espèce d'abeilles à miel indigène des régions tropicales et subtropicales d'Asie.